# Sid Caesar
Sid Caesar, właśc. Isaac Sidney Caesar (ur. 8 września 1922 w Yonkers, zm. 12 lutego 2014 w Beverly Hills) – amerykański aktor, komik i kompozytor pochodzenia żydowskiego.

## Wybrana filmografia
- Ten szalony, szalony świat (1963) jako Melville Crump
- Poradnik żonatego mężczyzny (1967) jako doradca techniczny
- Port lotniczy 1975 (1975) jako Barney
- Nieme kino (1976) jako szef studia
- Statek miłości (1977–86; serial TV) jako Michael Harmon (1978)/Bert Multon (1984) (gościnnie)
- Grease (1978) jako trener Calhoun
- Tani detektyw (1978) jako Ezra Dezire
- Szatański plan doktora Fu Manchu (1980) jako Joe Capone
- Historia świata: Część I (1981) jako wódz jaskiniowców
- Grease 2 (1982) jako trener Calhoun
- Wyścig armatniej kuli II (1984) jako wędkarz
- Alicja w Krainie Czarów (1985) jako Gryf
- Niesamowite historie (1985–87; serial TV) jako Lou Bundles (gościnnie)
- Rodzinna zamiana (1995) jako Papa Tognetti
- W krzywym zwierciadle: Wakacje w Vegas (1997) jako pan Ellis
- Szaleję za tobą (1992–99; serial TV) jako wujek Harold (gościnnie w odc. z 1997)